# Pseudocalyx saccatus
Pseudocalyx saccatus là một loài thực vật có hoa trong họ Ô rô. Loài này được Radlk. miêu tả khoa học đầu tiên năm 1883.